# Блохин, Владимир Александрович
Владимир Александрович Блохин (род. 5 февраля 1983) — российский спортсмен, выступающий в соревнованиях по  боевому самбо и джиу-джитсу, чемпион и призёр чемпионатов России по боевому самбо, чемпион (в команде) и призёр чемпионатов мира по джиу-джитсу. Сотрудник УМВД по Рязанской области. Воспитанник рязанской СДЮСШОР «Юпитер». Заслуженный мастер спорта России по джиу-джитсу. Был признан лучшим спортсменом области 2015 года в номинации «Спортсмены по неолимпийским видам спорта».

## Спортивные результаты
- Чемпионат России по боевому самбо 2008 года — ;
- Чемпионат России по боевому самбо 2009 года — ;
- Чемпионат МВД России по боевому самбо 2016 года — [4];